# Кобылка, Георгий Петрович
Георгий Петрович Кобылка (1884 — не ранее 1941) — подполковник 134-го пехотного Феодосийского полка, герой Первой мировой войны, участник Белого движения.

## Биография
Из мещан Екатеринославской губернии. Православного вероисповедания. 
Выдержал испытание на звание вольноопределяющегося 2-го разряда при Петровском Полтавском кадетском корпусе. В 1908 году окончил Тифлисское пехотное юнкерское училище, откуда выпущен был подпоручиком в 139-й пехотный Моршанский полк. 27 ноября 1910 года переведен в 134-й пехотный Феодосийский полк. Произведен в поручики 25 ноября 1911 года. 
В Первую мировую войну вступил в рядах названного полка. Был командиром 9-й роты с 13 июля 1915 года. Произведен в штабс-капитаны 14 августа 1915 года «за отличия в делах против неприятеля». Удостоен ордена Св. Георгия 4-й степени
За то, что в бою 31 августа 1915 года у д. Хотовица, командуя ротой, под убийственным огнем противника штыковой атакой овладел сильно укрепленной деревней, фольварком и окопами, чем обеспечил успех наступления всей дивизии и захватил при этом действующий пулемет, 16 офицеров и 755 нижних чинов плен.
Пожалован Георгиевским оружием
За то, что в бою 24 июля 1916 года при атаке опушки леса Сандова-Гура, под жестоким орудийным, пулеметным и ружейным огнем, при особо трудных условиях местности, несмотря на то, что во время наступления был ранен, довел свою роту до удара в штыки, выбил противника из окопов, где и закрепился.
29 июля 1916 года произведен в капитаны, 13 июля 1917 года — в подполковники.
В Гражданскую войну участвовал в Белом движении на Юге России. В ноябре 1918 года в составе Екатеринославского отряда выступил в поход на соединение с Добровольческой армией. Затем — в составе ВСЮР и Русской армии до эвакуации Крыма. Галлиполиец.
Осенью 1925 года — в составе Алексеевского полка в Болгарии. В эмиграции — там же, в 1941 году — в Софии. Дальнейшая судьба неизвестна.

## Награды
- Медаль «В память 100-летия Отечественной войны 1812» (1912)
- Медаль «В память 300-летия царствования дома Романовых»» (1913)
- Орден Святого Станислава 3-й ст. с мечами и бантом (ВП 14.01.1915)
- Орден Святого Владимира 4-й ст. с мечами и бантом (ВП 06.03.1915)
- Орден Святого Станислава 2-й ст. с мечами (ВП 22.06.1915)
- Орден Святой Анны 4-й ст. с надписью «за храбрость» (ВП 26.02.1916)
- Орден Святой Анны 3-й ст. с мечами и бантом (ВП 26.02.1916)
- Орден Святого Георгия 4-й ст. (ВП 25.06.1916)
- Орден Святой Анны 2-й ст. с мечами (ВП 02.08.1916)
- Георгиевское оружие (ПАФ 08.05.1917)